# Christian Kaufmann
Christian Kaufmann (ur. 9 września 1976 w Waiden) – szwajcarski narciarz, specjalista narciarstwa dowolnego. Najlepszy wynik na mistrzostwach świata osiągnął podczas mistrzostw w Ruka, gdzie zajął 19. miejsce w skokach akrobatycznych. Zajął także 13. miejsce w tej samej konkurencji na igrzyskach olimpijskich w Salt Lake City. Najlepsze wyniki w Pucharze Świata osiągnął w sezonie 2002/2003, kiedy to zajął 11. miejsce w klasyfikacji generalnej.
W 2006 r. zakończył karierę.

## Sukcesy

### Igrzyska olimpijskie
| Miejsce | Dzień     | Rok  | Miejscowość    | Konkurencja        | Zwycięzca    |
| ------- | --------- | ---- | -------------- | ------------------ | ------------ |
| 13.     | 19 lutego | 2002 | Salt Lake City | Skoki akrobatyczne | Aleš Valenta |

### Mistrzostwa Świata
| Miejsce | Dzień       | Rok  | Miejscowość | Konkurencja        | Zwycięzca        |
| ------- | ----------- | ---- | ----------- | ------------------ | ---------------- |
| 20.     | 20 stycznia | 2001 | Whistler    | Skoki akrobatyczne | Alaksiej Hryszyn |
| 19.     | 18 marca    | 2005 | Ruka        | Skoki akrobatyczne | Steve Omischl    |

#### Miejsca w klasyfikacji generalnej
- 2000/2001 – 86.
- 2001/2002 – 27.
- 2002/2003 – 11.
- 2003/2004 – 43.
- 2004/2005 – 47.
- 2005/2006 – 118.

#### Miejsca na podium
1. Mount Buller – 6 września 2003 (Skoki akrobatyczne) – 3. miejsce